# Ярослав Івашкевич
Яро́слав Ле́он Івашке́вич (пол. Jarosław Leon Iwaszkiewicz; 20 лютого 1894, село Кальник, нині Іллінецького району Вінницької області — 2 березня 1980, село Стависько поблизу Варшави) — польський письменник, перекладач і громадський діяч.

## Життєпис
Дитинство провів у Єлисаветграді, у родині своїх родичів Шимановських.
З 1909 року мешкав у Києві, навчався у 4-й гімназії.
1912–1918 роки навчався в Київському університеті (юридичний факультет) та консерваторії.
1918 року назавжди виїхав на історичну батьківщину.
Один із засновників літературної групи «Скамандр» (пол. Skamander). Автор поетичної збірки «Діонісій» (1922), роману «Честь і слава» (1956—1965), п'єси «Відбудова Блєндомиру» (1951), повістей «Панни з Вілька», «Мати Йоанна від ангелів», «Дівчина і голуби». Перекладач поезій Т. Шевченка, М. Рильського.
Після тривалої перерви відвідав Україну в 1958, 1964, 1974 та 1977 роках.
Добре володів українською мовою. Я. Івашкевич: «У Києві вперше я слухав „Валькірію“ Вагнера в Київському оперному театрі восени 1912 року ми були на київському концерті Артура Рубінштейна. Таким чином, цей куточок української землі, цей таємничий сад прилучили мене до світу раніше від мене далекого — музики Вагнера» («Сади», 1974).
Для творів Івашкевича характерні мотиви жорстокої любові і самотності. У 1930-ті роки творчість письменника досягає зрілості. Він публікує декілька нових поетичних збірок, пробує свої сили в драматургії. У його поезії в основному переважає тон тривоги і занепокоєння, Івашкевич прагне створити у своїх творах атмосферу «містифікованої повсякденності». У цих творах оформився сам стиль письменника, визначальними рисами якого стали чуттєве, пластичне зображення, ліричність оповідання.

## Особисте життя
Івашкевич був бісексуалом і гомоеротиком; ці теми присутні в його поезії та прозі. У своїх щоденниках він описував себе як «гомосексуаліста»; однак, у світлі сучасного розуміння сексуальної орієнтації людини та його біографії, його можна охарактеризувати як бісексуала. Івашкевич пережив і описав особливо інтенсивні стосунки з молодшим чоловіком, смертельно хворим на сухоти, що почалися, коли письменникові було понад шістдесят років. Його дружина завжди «знала про всі його прихильності». Його дружина Анна була бісексуалкою. Пара вважала свій шлюб щасливим і успішним.

## Твори, в яких відбито українську тематику
- 1920 — Зенобія. Пальміра (повість)
- 1924 — Місяць сходить (повість)
- 1952–1956 — Честь і слава (епопея у 3 томах)
- 1976 — Заруддя (історична повість)

- Сади (повість)
- Подорож по Україні (незавершений твір; збереглися розділи «Вступ», «Дашів», «Верхівня»; планувалися розділи «Кальник», «Іллінці», «Ставище», «Гайворон»)

## Родина
Батько — Болеслав Івашкевич, бухгалтер на цукроварні в с. Кальник († 1902).
Троє сестер і брат.
Родина мешкала у Києві неподалік від костелу, на Кузнечній вулиці (тепер — вулиця Антоновича).

## Переклади українською
- Івашкевич Ярослав. Поезії / Упорядкування та вступна стаття: Ростислав Радишевський. — К.: Бібліотека українця, 2000. — 320 с.
- Івашкевич Я. Злет. Вибрані твори. — К: Видавнича група «Сучасність», 2007. — 384 с.

(Містить твори: «Злет» Переклад І. Пізнюк, «Мати Йоанна від ангелів» Пер. Д. Матіяш, «Березина» Пер. Ю. Прохасько, «Панни з Вілька» Пер. Х. Чушак, «Гайденрайх» Пер. І. Пізнюк, Л. Пізнюк, «Тано» Пер. О. Галета, «Битва на рівнині Седжмур» Пер. О. Сливинський, «Serenite» Пер. Н. Сняданко.)